# Црква Светог архангела Гаврила у Доњем Требешињу
Црква Светог архангела Гаврила у Доњем Требешињу, насељеном месту на територији града Врања, православни је храм који припада Епархији врањској Српске православне цркве.
Црква посвећена Светом архангелу Гаврилу подигнута је 1865. године и представља 
монументалну тробродну грађевину, која почива на масивном, рустичном соклу, а прилази јој се путем три степеника. Грађена је од крупних, једва притесаних и камених квадера и ломљеног камена, међусобно повезаних малтером. На појединим деловима грађевине коришћена је и опека. Остаци још увек јасно видљиве црвене боје на деловима грађевине сведоче да је некада раније црква била премалтерисана и обојена. Дуж западне и јужне стране цркве простире се трем, а на спрату је капела, којој се прилази степеницама смештеним у југозападном углу наоса. Црква има три улаза, један са западне стране и два са јужне. Од два улаза са јужне стране, један води у наос, а други у ђаконикон. Испред западног улаза постављена је трпеза за освећење масла.
На престоној икони Светог архангела Михаила пише да је црква подигнута 1865. године, а исту годину налазимо и на медаљону, у подножју Распећа. Престону икону патрона цркве потписао је зограф Блажо Дамјанович из Дебра, који се потписује и као Блажо Дебрели, као што је то учинио на престоној икони Богородице. Зограф Зафир потписао се и записао годину 1868. на иконама Свете Марине и Светог Стефана, Преображења и Светог Димитрија. На иконама Рођења Христовог и Обрезања потписао се зограф Вено. Престоне иконе су по стилу сродне са иконама на којима се потписао Блажо Дамјанович.
Црква има 62 иконе, настале од 1865. до 1868. године. Обновљена је у периоду од 2014. до 2016. године. Парохијски дом подигнут је 2013. године.